# Контролируемая иностранная компания
Контролируемая иностранная компания (англ. Controlled Foreign Corporation or Company, сокр. CFC) — иностранная компания, определённая часть акций которой принадлежит налоговым резидентам данной страны. Это правовая конструкция, применяемая налоговыми органами разных стран и описывающая юридическое лицо, осуществляющее свою деятельность в одной стране (юрисдикции), но принадлежащее или контролируемое налоговыми резидентами другой страны (юрисдикции). 
Законодательство о контролируемых иностранных компаниях вводилось в целях предотвращения уклонения от уплаты налогов с помощью офшорных компаний, учреждённых в юрисдикциях с минимальным налогообложением. Это законодательство (в сочетании с соответствующими положениями в договорах об избежании двойного налогообложения) направлено на то, чтобы налоги уплачивались в той стране, где реально осуществляется экономическая деятельность или живут фактические собственники бизнеса. Впервые правила, похожие на правила налогообложения контролируемых иностранных компаний, появились в США в 1930-х годах.

## Общие положения
Законодательство о контролируемых иностранных компаниях многих стран довольно жёсткое и лишает смысла учреждение офшорной компании. Законодательство других стран направлено на физических лиц, владеющих офшорными компаниями, но более гибко подходит к компаниям (особенно — крупным транснациональным компаниям). В связи с тем, что во многих странах уклонение от уплаты налогов сегодня считается уголовным преступлением, а также в связи с улучшением обмена информацией между налоговыми органами, рисковать, не заявляя о наличии финансовых интересов за границей, становится всё менее целесообразным.
Обычно имеется возможность обойти законодательство о контролируемых иностранных компаниях благодаря достаточному количеству людей, владеющих долями в компании, но необходимое количество значительно варьируется. В некоторых юрисдикциях у офшорной компании должно быть не менее 10 владельцев, чтобы она стала считаться самостоятельной, тогда как в других странах таких собственников должны быть сотни. Кроме того, в некоторых странах, напр. в Австралии, принят список стран, компании которых не будут считаться контролируемыми иностранными компаниями. Как правило, это страны, размер налогов в которых такой же или даже выше, чем в стране проживания акционера (участника) такой иностранной компании.
В некоторых случаях выгодно владеть контролируемой иностранной компанией, несмотря на необходимость платить налоги в стране контролирующего её лица. Это может быть вызвано значительно меньшей стоимостью учреждения иностранной компании по сравнению с учреждением местной компании, либо в силу того, что компания, расположенная в какой-то конкретной стране, будет считаться более профессиональной и респектабельной, либо будет выигрывать от использования местных ресурсов в той стране по сравнению с родной страной контролирующего лица.

## По странам

### Российская Федерация
18 ноября 2014 года в рамках курса на деофшоризацию экономики, Государственной Думой РФ был принят Федеральный закон от 24.11.2014 г. № 376-ФЗ  «О внесении изменений в части первую и вторую Налогового кодекса Российской Федерации (в части налогообложения прибыли контролируемых иностранных компаний и доходов иностранных организаций)». В соответствии с данными правилами, контролируемой признается иностранная компания контролируемая российским резидентом-налогоплательщиком. Контролирующим является юридическое или физическое лицо, доля которого в организации составляет более 25 % (до 1 января 2016 г. −50 %); или лицо доля участия которого составляет более 10 %, если доля участия всех лиц признаваемых налоговыми резидентами РФ в этой организации составляет более 50 %.
Прибыль КИК подлежит налогообложению на территории РФ, при этом уплаченные налоги в иностранном государстве, будут учитываться при определении налоговых обязательств в России. Прибыль контролируемой иностранной компании освобождается от налогообложения на территории РФ, если КИК является резидентом страны с которой у Российской Федерации заключен договор об избежании двойного налогообложения при условии что, эффективная налоговая ставка иностранной компании в ее государстве составляет не менее 75% от средневзвешенной налоговой ставки российского налога на прибыль, и государство местонахождения компании не входит в список стран, которые не обеспечивает обмена налоговой информацией с Россией. 
Также прибыль контролируемой иностранной компании освобождается от налогообложения на территории России, если КИК является НКО, или создана в государстве-члене ЕАЭС, или доля пассивных доходов не превышает 20 % в структуре доходов КИК. Минимальный размер прибыли, подлежащей декларации на территории РФ, в 2015 году 50 млн руб., в 2016 году — 30 млн руб., после 2017 года — 10 млн руб.
Неуплата контролирующим лицом сумм налога на территории РФ влечет взыскание штрафа в размере 20 % от суммы неуплаченного налога, но не менее 100 000 рублей, при соблюдении критериев установленных УК РФ, за неуплату налога с КИК может грозить уголовная ответственность. Правила КИК содержат требования уведомлять ФНС об участии в иностранных организациях и(или) о наличии КИК, за несоблюдение данного требования предусмотрен штраф.
Уведомлять о КИК необходимо вне зависимости от того подлежит ли ее прибыль налогообложению на территории РФ.

### Великобритания
В Великобритании компания подпадает под регулирование правилами контролируемых иностранных компаний если она соответствует определению контролируемой иностранной компании и не указана в перечне исключений, приведенном в государственном законодательстве.
Дается следующее определение контролируемой иностранной компании — «компания резидент другого государства, контролируемая резидентом Великобритании и облагаемая более низкими налогами».
Установлено, что если в иностранной компании более 40 % акций или права голоса принадлежит резиденту Великобритании и более 40 %, но менее 55 % принадлежит нерезиденту Великобритании, то данная компания является контролируемой.
Также установлено, что иностранная компания облагается более низким налогами, если уровень налогообложения в иностранном государстве на 75 % ниже чем налог на доходы корпораций в Великобритании.
В английском законодательстве также существует перечень стран исключений (белый список). Но компания резидент такой страны должна также соответствовать требованиям, предъявляемым к источнику дохода компании, и данная кампания не должна быть создана исключительно с целью уклонения от налогообложения.
Также в Великобритании установлены требования к раскрытию информации (отчётности) об контролируемых иностранных компаниях. Ежегодная налоговая декларация содержит дополнительный лист с информацией о контролируемой иностранной компании, который должен быть заполнен налогоплательщиком.
В целях уменьшения объемов информации, которая должна поступать в налоговые органы, установлена своеобразная граница отсечения. В налоговые органы не подается информация если доля владения иностранной компанией (совместно с зависимыми лицами) составляет менее 25 %.
В отношении остальных иностранных компаний английская компания должна предоставить в налоговые органы название иностранной компании, государство резидентства и установленную в соответствии с законодательством Великобритании причину освобождения от налогообложения. Если такой причины нет, то также необходимо предоставить долю распределения прибыли, размер распределяемой прибыли и налог, который уплачивает контролируемая иностранная компания, размер налогового кредита и других освобождений, которые получает контролируемая иностранная компания.
За непредставление информации установлены санкции. Фиксированные штрафы установлены за подачу неправильной информации в налоговой декларации и увеличенные (по сравнению с неуплаченными налогами) санкции установлены при мошенничестве или непредставлении информации.
Также все компании Великобритании должны вести учет информации о дочерних иностранных компаниях, чтобы иметь возможность предоставить полную и корректную информацию в соответствии с требованиями законодательства Великобритании. Более того, налоговые органы могут запросить информацию, если они полагают, что необходимо проверить статус иностранных дочерних компаний.
Основные положения о контролируемых иностранных компаниях содержатся в Разделе 747 Закона о подоходном налоге и налоге на прибыль от 1988 года. Раздел 747. Расчет налогооблагаемой прибыли и засчитываемых налогов контролируемой иностранной компании.
Чтобы попасть под действие правил о контролируемых иностранных компаниях, организация должна выполнять четыре основных условия. Во-первых, она должна являться «компанией» в контексте законодательства о контролируемых иностранных компаниях. Во-вторых, компания должна быть налоговым резидентом страны, отличной от Великобритании. В-третьих, компания должна «контролироваться» лицами, зарегистрированными в Великобритании. В-четвертых, прибыль компании должна облагаться «налогом по более низкой ставке» в стране ее регистрации, чем в Великобритании.
В случае применения правил контролируемых иностранных компаниях акционеры — юридические лица, зарегистрированные в Великобритании, обязаны уплатить налог с налогооблагаемой прибыли контролируемой иностранной компании (после ее распределения). Налоговые обязательства затем уменьшаются на «засчитываемый налог», уже уплаченный контролируемой иностранной компании, то есть налог, уплаченный в стране регистрации контролируемой иностранной компании, причем если бы такая контролируемая иностранная компания должна была бы напрямую заплатить британский налог на прибыль, то к ней были бы применены привилегии, предоставляемые договором об избежании двойного налогообложения.
Правила контролируемых иностранных компаний в определенных обстоятельствах не применяются если:
- компания зарегистрирована в стране, указанной в Списке стран, освобожденных от налогообложения (Список ECR), и соответствует требованиям к доходу и приросту капитала, изложенных в налоговом законодательстве. Цель данной проверки заключается в том, чтобы освободить от налогообложения компании, в отношении которых обоснованно можно заключить, что они не стремятся снизить размер налогов, подлежащих уплате в Великобритании, на основании территории их регистрации и типа получаемых доходов.
- контролируемая иностранная компания следует приемлемой политике распределения прибыли (политика ADP), переводя минимум 90 % соответствующих доходов назад в Великобританию в форме дивидендов;
- контролируемая иностранная компания занимается «деятельностью, освобожденной от налогообложения». Цель проверки на занятие деятельностью, освобожденной от налогообложения" заключается в том, чтобы исключить применение законодательства о контролируемых иностранный компаниях в отношении компаний, которые, как может быть обоснованно признано в силу характера их деятельности на территории их регистрации, не используются для снижения размера налогов, подлежащих уплате в Великобритании. В этом случае от налога в рамках законодательства о контролируемых иностранных компаниях освобождаются большинство торговых компаний и некоторые холдинговые компании;
- если пройдена проверка на свободно торгуемые акции. Сюда относятся компании-нерезиденты, акции которых зарегистрированы и торгуются на признанной фондовой бирже, причем 35 % голосов таких компаний принадлежит независимым акционерам;
- если пройдена проверка на цель деятельности. В целом данная проверка заключается в том, чтобы определить, является ли целью деятельности компании-нерезидента и совершаемых ею сделок снижение размера налогов, взимаемых в Великобритании; и
- если доходы контролируемой иностранной компании меньше 50 000 фунтов стерлингов.

В широком смысле, использование данных ограничений позволяет исключить применение правил контролируемых иностранных компаний к тем компаниям, которые соответствуют требованиям ведения добросовестной хозяйственной деятельности, и сокращение размера налогов, уплачиваемых в Великобритании, не является существенным фактором в их деятельности за границей.
В отчетные периоды, заканчивающиеся на 1-е июля 1999 года или позднее, британские компании должны самостоятельно рассчитывать прибыль контролируемой иностранной компании, облагаемую налогом в Великобритании. Поскольку теперь компании, зарегистрированные в Великобритании, самостоятельно несут ответственность за неотнесение своих дочерних предприятий к контролируемым иностранными компаниями, многим компаниям, осуществляющим свою деятельность за границей, приходится учитывать потенциальную возможность применения правил контролируемых иностранных компаний.
Акционер. Правила распределения прибыли относятся к лицам, что включает в себя физических лиц, ассоциации без статуса корпорации, товарищества и т. д., а также компании, однако налогом согласно правилам контролируемых иностранных компаний облагаются только «компании-резиденты», то есть компании, зарегистрированные в Великобритании.
Иностранные организации. Основное определение контролируемой иностранной компании, содержащееся в британском законодательстве, позволяет применить правила контролируемых иностранных компаний к «компании». Однако термин «компания» не определен в той части Закона о подоходном налоге и налоге на прибыль, в которой речь идет о контролируемых иностранных компаниях. Соответственно, используется определение компании, данное в Законе о подоходном налоге и налоге на прибыль в целом. Согласно «Компания» означает «любое юридическое лицо, как имеющее, так и не имеющее статуса корпорации, но не включающее в себя товарищество, местные органы власти или объединение местных органов власти». Во внутренней инструкции Налогового управления добавлено, что «если существуют сомнения относительно того, является ли определенное лицо компанией, необходимо проанализировать его учредительные документы и аналогичные положения иностранного законодательства».
С одной стороны, простота данного подхода (ориентация исключительно на компании) обеспечивает определенность, но с другой стороны появляется большое количество возможностей для обхода правил контролируемых иностранных компаний. Одна потенциальная возможность заключается, в частности, в использовании иностранного товарищества.
Контроль. В Великобритании используются две проверки для определения контроля над компанией. Во-первых, «контроль» имеет место в тех случаях, когда лицо обладает властью направлять деятельность контролируемой иностранной компании в соответствии со своими пожеланиями: (1) посредством владения акциями или правом голоса в такой компании или иной компании, или (2) в силу полномочий, предоставленных ему уставом или другими документами, регулирующими деятельность такой компании или иной компании.
Контролируемая иностранная компания может «контролироваться» более чем одним лицом. В Законе о бюджете от 2000 года понятие контроля было расширено, и была введена новая проверка на владение 40 процентами капитала. Эта проверка позволяет определить наличие контроля, когда указанная выше стандартная проверка не дала результатов и когда два лица совместно контролируют компанию-нерезидента, и (1) одно лицо является резидентом Великобритании и владеет 40-процентной долей в капитале контролируемой иностранной компании, и (2) другое лицо не является резидентом Великобритании и владеет долей в капитале контролируемой иностранной компании в размере от 40 % до 55 %.
Определение понятия «низкое налогообложение». Правила контролируемых иностранных компаний применяются в отношении компании-нерезидента, если в стране регистрации ее прибыль облагается налогом по более низкой ставке. Правила учитывают только налог, уплачиваемый в стране регистрации, а не в других государствах (такой как налог на прибыль постоянного представительства компании-нерезидента). Налог по более низкой ставке существует в тех случаях, когда компания-нерезидент платит налог на прибыль, который составляет менее трех четвертей (75 %) от аналогичного налога на такую прибыль в Великобритании.
«Аналогичный» налог на прибыль в Великобритании — это налог, взимаемый с налогооблагаемой прибыли корпораций, с применением допущений о том, что компания-нерезидент при определенных условиях признается резидентом Великобритании. Используются следующие виды допущений:
- в рассматриваемом отчетном периоде прибыль не распределялась;
- в отношении местного налога отсутствуют льготы, связанные с избежанием двойного налогообложения. Под местным налогом понимается налог, уплачиваемый по местному законодательству на прибыль компании, за исключением прироста капитала. Соответственно, к нему относятся только налоги, которые подпадают под вычет, связанный с избежанием двойного налогообложения, из британских налогов на прибыль согласно обычным правилам избежания двойного налогообложения. Однако вычеты в отношении налога, уплаченного в третьих странах, все-таки предоставляются. Это вытекает из допущения, содержащегося в Приложении 24, что компания-нерезидент может быть признана резидентом Великобритании.

Кроме того, аналогичный британский налог уменьшается на (1) сумму налога на доход, удержанного из платежей, полученных компанией-нерезидентом и подпадающего под вычет и (2) сумму налога, удерживаемого из прибыли постоянного представительства компании-нерезидента в Великобритании.
Закон о бюджете от 2000 года ввел в действие новое положение, направленное против практики, существующей в некоторых регионах и позволяющей компаниям самостоятельно указывать ставку уплачиваемого налога. Эта практика позволяла многим компаниям обойти правила контролируемых иностранных компаний, поскольку они могли выбрать местный налог таким образом, что налог, уплачиваемый в иностранном государстве, превышал бы требуемый 75-процентный порог. Новое положение позволяет противодействовать указанной практике самостоятельного выбора ставок, которая существует в таких регионах, как, например, остров Мэн.
Тип дохода. В законодательстве о контролируемых иностранных компаниях содержится указание на «прибыль» компании-нерезидента. В целом, этот термин имеет то же значение, что и для налога на прибыль корпораций, за исключением одного важного дополнения: в контексте правил контролируемых иностранных компаний этот термин не включает в себя налогооблагаемый прирост капитала. Общее определение термина «прибыль» для целей налога на прибыль корпораций дано в Разделе 6 (4) (а) Закона о подоходном налоге и налоге на прибыль от 1988 года и гласит, что прибыль «означает доход и налогооблагаемый прирост капитала». Соответственно, указание на прибыль контролируемых иностранных компаний в контексте правил контролируемых иностранных компаний содержит указание на «доход».
Другие критерии. Основным критерием для отнесения компании-нерезидента к контролируемой иностранной компаний является место ее регистрации. Это утверждение имеет смысл в двух аспектах. Во-первых, чтобы быть отнесенной к контролируемой иностранной компании, компания должна быть зарегистрирована за пределами Великобритании. Во-вторых, чтобы быть отнесенной к контролируемой иностранной компании, она должна уплачивать налог по более низкой ставке в стране ее регистрации. Соответственно, необходимо установить два факта: (1) компания не является резидентом Великобритании и (2) резидентом какой именно страны она является.
В отношении первого аспекта, при отсутствии специальных положений, действуют стандартные положения британского законодательства о налоговых резидентах. Компания не является резидентом Великобритании, если централизованное управление и контроль над компанией не осуществляется на территории Великобритании и она не получила статуса корпорации в Великобритании. Если компания является двойным резидентом, например, управляется и контролируется на территории Великобритании, но имеет статус корпорации в США, то она не является контролируемой иностранной компанией, если только она не считается нерезидентом в целях договора об избежании двойного налогообложения.
После того, как установлено, что компания не является резидентом Великобритании, необходимо установить, где именно она является резидентом. Для этого существует специальная проверка: в отчетном периоде, в котором компания зарегистрирована за пределами Соединенного Королевства, она считается резидентом той страны, в которой она несет обязательства по уплате налога на протяжении такого периода в силу юридического адреса, регистрации или местоположения руководства.
Эта проверка однозначно испытала влияние Модельной конвенции ОЭСР. Статья 4 Модельной конвенции определяет термин «резидент» следующим образом: «В целях настоящей Конвенции термин „резидент Страны-участницы Конвенции“ означает любое лицо, которое в соответствии с законодательством Страны несет ответственность по уплате налога в такой стране в силу юридического адреса, регистрации, местоположения руководства или иного критерия сходного характера, и включает в себя также саму Страну, ее административную единицу или местный орган власти. Этот термин, однако, не включает в себя лиц, которые несут налоговые обязательства в такой Стране исключительно в отношении доходов из источников или капитала, находящихся в такой Стране».
Так как предполагается проверка различных аспектов (регистрация, юридический адрес, месторасположение руководства), компания может быть признана резидентом нескольких государств. Во избежание такой ситуации используются следующие критерии для определения одной страны, резидентом которой компания будет признана:
- ей является место фактического местоположение руководства, если такое местоположение не менялось в течение всего отчетного периода;
- если фактическое руководство располагалось в двух или более местах, то такой страной признается та, где на конец отчетного периода была сосредоточена большая часть активов компании;
- если ни один из вышеуказанных критериев не соблюдается, то такой страной признается та, где на конец отчетного периода сосредоточивается большая часть активов компании;
- если ни один из вышеуказанных критериев не соблюдается, то такая страна может быть выбрана;
- если выбор не сделан, то Комитет Налогового управления может самостоятельно назначить соответствующую страну.

Возможна ситуация, когда компания вообще не будет признана резидентом какого-либо государства. Например, такая ситуация может произойти, когда налог в другой стране взимается исключительно от источника (например, в Гонконге). В таких случаях делается окончательный вывод о том, что компания-нерезидент уплачивает налог по более низкой ставке.
Последствия применения законодательства о контролируемых иностранных компаниях — налогообложение. Согласно правилам контролируемых иностранных компаний, контролирующая компания или компании уплачивают налог на налогооблагаемую прибыль, которая будет отнесена к ним пропорционально их «доле участия».
В то время как «контроль» определяется путем суммирования долей участия всех связанных сторон, не являющихся резидентами Великобритании, налогом облагается компания-резидент, причем только в отношении ее фактической доли участия в контролируемой иностранной компании.
Какое-либо лицо может иметь «долю участия» в компании-нерезиденте в ряде возможных случаев:
- когда такое лицо владеет или имеет право на приобретение доли в акционерном капитале или права голоса в компании-нерезиденте;
- когда такое лицо владеет или имеет право на часть распределяемой прибыли компании-нерезидента;
- когда такое лицо может гарантировать, что доход или активы компании-нерезидента будут прямо или косвенно использованы в его пользу;
- когда такое лицо контролирует компанию-нерезидента, как в одиночку, так и совместно с другими лицами.

В законодательстве Великобритании содержаться положения о сквозном налогообложении, которые предусматривают, что лицо, косвенно владеющее долей участия (например, компания А владеет акциями компании В, которая владеет компанией С), косвенный владелец доли участия имеет одинаковую долю с прямым владельцем — в размере доли участия косвенного владельца в прямом владельце. Однако в тех случаях, когда прямой и косвенный владельцы являются резидентами Великобритании, доля участия косвенного владельца не учитывается в контексте правил контролируемых иностранных компаниях.
В заключение необходимо отметить, что в отношении британской компании может быть начислен налог только в том случае, если общая сумма налогооблагаемой прибыли контролируемой иностранной компании, отнесенная к такой компании и ее ассоциированным сторонам, превышает 25 % от всей налогооблагаемой прибыли контролируемой иностранной компании.
Отнесенный доход. Если компания-нерезидент не подпадает под какие-либо исключения, потенциально весь её доход будет отнесен на счет резидента Великобритании.
Налогооблагаемая прибыль рассчитывается, в целом, на тех же основаниях, на которых была бы рассчитана прибыль в целях налога на прибыль корпораций (за исключением прироста капитала), если бы компания являлась резидентом Великобритании. Предписывается применение ограниченного количества корректировок к обычным правилам расчета налога на прибыль корпораций. Они необходимы для предотвращения снижения размера уплачиваемого налога и для обеспечения последовательности в расчете налогооблагаемой прибыли, поскольку контролируемая иностранная компания не обязательно распределяет прибыль в каждом отчетном периоде.

### Австралия
Акционер. В Австралии не проводится различий между отнесением дохода к физическим или юридическим лицам, если они зарегистрированы на ее территории. Товарищества и фонды доверительного управления, действующие на территории Австралии, не считаются контролируемыми иностранными компаниями. Расчет чистого дохода осуществляется на уровне первой не оффшорной организации, но налог взимается только с участников товариществ или бенефициаров, зарегистрированных в Австралии.
Для возникновения налогового обязательства в отношении дохода из иностранного источника необходимо, чтобы налогоплательщик был зарегистрирован в Австралии. Другими словами, простое пребывание в Австралии, которое не считается регистрацией, не влечет за собой налоговых обязательств в отношении доходов контролируемой иностранной компании.
Австралийские организации, освобожденные от уплаты налога по закону, освобождаются от всех налогов на доходы, независимо от того, доход какого типа они получают, но при условии соблюдения специальных положений, направленных на предотвращение снижения суммы уплачиваемых налогов.
С 1-го июля 1997 года организации, которые могут быть потенциально освобождены от уплаты налогов и фактически находятся в Австралии, но не несут расходов или не имеют экономических целей на территории Австралии, не освобождаются от налога.
Иностранные организации. Правила контролируемых иностранных компаний применяются только к тем иностранным компаниям, которые зарегистрированы в странах, включенных или не включенных в список освобождения от налогообложения. Этот критерий рождает два вопроса. Является ли организация компанией и зарегистрирована ли она в иностранном государстве?
В правилах контролируемых иностранных компаний не содержится всестороннего определения того, что является компанией. Однако два типа организаций однозначно не отнесены налоговым законодательством к компаниям. В Общей статье Закона о начислении налога на доходы от 1936 года (далее — ITAA) компания определяется как «любая организация или ассоциация, имеющая или не имеющая статуса корпорации, за исключением товариществ».
В Разделе 317 ITAA указывается, что компания, выполняющая функцию доверительного управляющего, не является компанией в контексте Раздела Х (то есть правил контролируемых иностранных компаний). Недавно правительство объявило, что иностранные организации смешанной формы, такие как компании с ограниченной ответственностью (limited liability companies) в США и коммандитные товарищества (limited partnerships) в Великобритании будут считаться товариществами в целях налогообложения их доходов в Австралии.
Однако при отсутствии специальных положений все равно могут возникать трудности с отнесением иностранной организации к какой-либо группе в рамках австралийской классификации организаций. Связанная с этим проблема заключается в том, что даже в тех случаях, когда иностранная организация считается компанией, резидент Австралии не обязательно будет иметь долю относимого дохода в компании, поскольку наличие контроля определяется в зависимости от акционерного капитала или количества акционеров (см. ниже).
В качестве основного критерия для определения того, является ли компания резидентом страны, включена или не включена в список освобождения от налогообложения, используются иностранные правила налогообложения, применяющиеся к такой компании. Если в какой-либо стране используется критерий, отличный от правил налогообложения (например, статус корпорации), то тогда применяется этот критерий. Если компания не является резидентом какой-либо страны, она считается зарегистрированной в стране, не включенной в список освобождения от налогообложения.
В самом широком смысле, иностранная компания считается контролируемой иностранной компанией, если она контролируется «австралийской организацией». В контексте правил о контролируемых иностранных компаниях австралийская организация определяется как австралийское товарищество, австралийский фонд доверительного управления или другая организация (отличная от товарищества или фонда), которая признается «резидентом Австралии в целях Раздела Х ITAA». Термин «резидент Австралии в целях Раздела Х» сужает более широкий налоговый термин «резидент» для его применения к контролируемой иностранной компании. Термин «резидент в целях Раздела Х» позволяет вывести из сферы действия правил контролируемых иностранных компаниях те компании, которые отнесены к резидентам иностранного государства в целях Соглашения об избежании двойного налогообложения.
До введения в действие правил контролируемых иностранных компаний правительство предусматривало исключение для иностранных компаний, зарегистрированных на бирже, но затем было принято решение применять вместо этого правило контроля (см. ниже). Австралия не использует исключения по распределению прибыли.
Контроль. При рассмотрении вопросов контроля над компанией в рамках правил контролируемых иностранных компаний необходимо отметить, что в случае отсутствия контроля могут быть применены правила иностранных инвестиционных фондов (ИИФ).
В Австралии применяются как проверки юридического контроля, так и проверки экономического контроля над компанией. Проверка юридического контроля дает положительный результат, если какая-либо компания контролируется группой из пяти или менее австралийских 1-процентных организаций, которые обладают совокупной контрольной долей участия в капитале такой компании, включая долю ассоциированных компаний, в размере не менее 50 %.
Проверка наличия юридического контроля дополняется проверкой наличия предполагаемого контролирующего лица, если компания не контролируется какими-либо третьими лицами, а только одной австралийской организацией, которая обладает совокупной контрольной долей участия в капитале такой компании, включая долю ассоциированных компаний, в размере не менее 40 %.
Проверка наличия экономического контроля применяется в том случае, когда какая-либо компания контролируется группой из пяти или менее австралийских организаций, которые либо отдельно, либо совместно с ассоциированными сторонами контролируют иностранную компанию. Эта проверка направлена на выявление «реального» контроля, а не только лишь правового участия в иностранной компании.
Проверки наличия юридического контроля и предполагаемого контролирующего лица основываются на понятии «совокупная контрольная доля участия (в капитале), включая долю ассоциированных компаний». Оно включает в себя как прямую, так и косвенную контрольную долю участия какого-либо лица в иностранной компании, в том числе прямую и косвенную долю участия ассоциированных сторон. Прямая контрольная доля участия представляет собой наибольшую величину в процентах, которой организация обладает или имеет право получить на основании следующего:
- совокупной оплаченной доли в акционерном капитале;
- совокупных прав голоса в отношении распределения капитала или прибыли, изменения учредительных документов или размера акционерного капитала;
- совокупных прав в отношении распределения капитала или прибыли при ликвидации компании или в иных случаях, отличных от ликвидации.

Привилегированные финансовые инструменты, такие как привилегированные акции, выпущенные на имя какого-либо австралийского кредитно-финансового учреждения, не учитываются в совокупной контрольной доли.
Косвенная доля участия определяется путем расчета долей, которыми владеют промежуточные организации. Прямые и косвенные доли участия в компаниях, товариществах и фондах рассчитываются для определения наличия контроля над иностранной компанией. Косвенные доли участия рассчитываются путем перемножения контрольных долей на уровне каждого звена в цепочке иностранных организаций.
Правительство утвердило предложение Совета по налогообложению о том, что доход, полученный от компании, которая зарегистрирована в стране, включенной в список полного освобождения от налогообложения (страны BELC), не должен относиться на ее счет при условии, что в стране BELC действуют правила контролируемых иностранных компаний, аналогичные правилам, принятым в Австралии. Использование предельно широко понятия «ассоциированная сторона» направлено на предотвращение дробления структуры собственности.
Определение того, является ли иностранная компания контролируемой, возможно только путем отслеживания всей цепочки. Если какая-либо организация контролирует другую через цепочку иностранных компаний, то считается, что такая контролирующая организация владеет 100-процентной долей участия, независимо от формально принадлежащей ей доли. Важно отметить, что для определения того, имеет ли контролирующий налогоплательщик долю относимого дохода, используются различные методы расчет.
Определение понятия «низкое налогообложение». В законодательстве Австралии отсутствует определение термина «налоговое убежище». Также Австралия намеренно избегает использования политически окрашенного термина «черные списки». В настоящий момент в Австралии используется двухуровневая классификация, сочетающая юрисдикционный и транзакционный подходы. Правительство согласилось с предложением Совета по налогообложению о том, что в отношении активного дохода не должны проводиться различия между режимами низкого и высокого налогообложения.
Согласно действующему законодательству, изначально страны подразделяются на три категории по юрисдикции, и в отношении каждой юрисдикционной категории применяются различные транзакционные подходы.
Первая категория (страны BELC) включает в себя основных торговых партнеров Австралии (Канада, Франция, Германия, Япония, Новая Зеландия, Великобритания и США). Считается, что страны BELC имеют системы налогообложения, сопоставимые с австралийской системой. Правительство согласилось с предложением Совета по налогообложению о том, что критерии включения других стран в список BELC должны быть разработаны и опубликованы как можно быстрее. Решение опубликовать критерии классификации было встречено положительно, как шаг навстречу большей прозрачности отнесения стран к списку BELC.
Вторая категория (страны, включенные в список частичного освобождения от налогообложения, или страны LELC) включает в себя страны, налоговая система которых во многом схожа с австралийской системой. В этой категории сейчас 56 стран. Все контролируемые иностранные компании, которые не являются резидентами стран BELC или LELC, считаются резидентами стран, не включенных в список освобождения от налогообложения (страны ULC).